# 카키노우치 나루미
카키노우치 나루미(垣野内成美, 1962년 3월 21일 ~ )는 일본의 만화가, 일러스트레이터, 애니메이터, 감독, 캐릭터 디자이너, 애니메이션 감독이다.

## 애니메이션 작품

### TV 시리즈
- 닥터 슬럼프
- 변덕스러운 오렌지로드
- 마법의 스타 매지컬 에미
- 요술공주 밍키
- 꽃나라 요술봉
- 초시공요새 마크로스
- 시끌별 녀석들

### 영화
- 크러셔 죠
- 초시공요새 마크로스: 사랑, 기억하고 있습니까
- 전설거신 이데온

### OVA
- 크림레몬